# Wijken en buurten in De Marne
De Nederlandse gemeente De Marne is voor statistische doeleinden onderverdeeld in wijken en buurten. De gemeente is verdeeld in de volgende statistische wijken:
- Wijk 00 (CBS-wijkcode:166300)
- Wijk 01 (CBS-wijkcode:166301)
- Wijk 02 (CBS-wijkcode:166302)
- Wijk 03 (CBS-wijkcode:166303)

Een statistische wijk kan bestaan uit meerdere buurten. Onderstaande tabel geeft de buurtindeling met kentallen volgens het Centraal Bureau voor de Statistiek (2008):
| CBS-buurtcode | Buurtnaam                        | Inwonertal | Opp. totaal (ha) | Opp. land (ha) | Ligging                |
| ------------- | -------------------------------- | ---------- | ---------------- | -------------- | ---------------------- |
| BU16630000    | Ulrum                            | 1470       | 97               | 95             | Locatie in de gemeente |
| BU16630001    | Zoutkamp                         | 1200       | 126              | 109            | Locatie in de gemeente |
| BU16630002    | Houwerzijl                       | 190        | 34               | 34             | Locatie in de gemeente |
| BU16630003    | Vierhuizen                       | 140        | 27               | 27             | Locatie in de gemeente |
| BU16630004    | Niekerk                          | 60         | 23               | 23             | Locatie in de gemeente |
| BU16630005    | Lauwersoog                       | 150        | 38               | 36             | Locatie in de gemeente |
| BU16630006    | Haven Lauwersoog                 | 0          | 23               | 23             | Locatie in de gemeente |
| BU16630008    | Landelijk gebied Lauwersmeer     | 20         | 3636             | 3581           | Locatie in de gemeente |
| BU16630009    | Verspreide huizen Ulrum          | 270        | 2751             | 2698           | Locatie in de gemeente |
| BU16630100    | Wehe-Den Hoorn-West              | 600        | 43               | 42             | Locatie in de gemeente |
| BU16630101    | Leens                            | 1700       | 95               | 95             | Locatie in de gemeente |
| BU16630102    | Warfhuizen                       | 210        | 31               | 30             | Locatie in de gemeente |
| BU16630103    | Mensingeweer                     | 140        | 25               | 25             | Locatie in de gemeente |
| BU16630104    | Schouwerzijl                     | 100        | 14               | 14             | Locatie in de gemeente |
| BU16630105    | Wehe-Den Hoorn-Oost              | 180        | 30               | 30             | Locatie in de gemeente |
| BU16630106    | Zuurdijk                         | 100        | 33               | 33             | Locatie in de gemeente |
| BU16630109    | Verspreide huizen Leens          | 320        | 3463             | 3388           | Locatie in de gemeente |
| BU16630200    | Eenrum                           | 1440       | 72               | 72             | Locatie in de gemeente |
| BU16630201    | Pieterburen                      | 310        | 69               | 69             | Locatie in de gemeente |
| BU16630202    | Westernieland                    | 180        | 53               | 53             | Locatie in de gemeente |
| BU16630203    | Kaakhorn                         | 60         | 36               | 36             | Locatie in de gemeente |
| BU16630208    | Verspreide huizen Oude Land      | 130        | 894              | 887            | Locatie in de gemeente |
| BU16630209    | Verspreide huizen in het Noorden | 170        | 2329             | 2319           | Locatie in de gemeente |
| BU16630300    | Kloosterburen                    | 630        | 59               | 59             | Locatie in de gemeente |
| BU16630301    | Hornhuizen                       | 140        | 35               | 35             | Locatie in de gemeente |
| BU16630302    | Kruisweg                         | 370        | 61               | 61             | Locatie in de gemeente |
| BU16630303    | Molenrij                         | 120        | 26               | 25             | Locatie in de gemeente |
| BU16630304    | Kleine Huisjes                   | 90         | 25               | 25             | Locatie in de gemeente |
| BU16630309    | Verspreide huizen Kloosterburen  | 210        | 2849             | 2839           | Locatie in de gemeente |